# Jarno Opmeer
Jarno Opmeer (Dordrecht, 4 de novembro de 2000) é um ex-automobilista neerlandês e piloto profissional de esports, que atualmente compete na equipe virtual da Red Bull. Tricampeão mundial do Campeonato de Esports da Fórmula 1 em 2020, 2021 e 2025, Opmeer é amplamente considerado o melhor piloto virtual da atualidade.

## Carreira

### Cartismo
Opmeer começou no kart aos quatro anos de idade em 2004, conquistando títulos do campeonato neerlandês em 2009, 2010 e 2011.

### Fórmula 4
Opmeer se formou em monopostos em 2016, participando da SMP Fórmula 4. Ele conquistou sete vitórias e treze pódios em seu ano de estreia na Fórmula 4, terminando em segundo lugar no campeonato, atrás de seu compatriota Richard Verschoor.
Opmeer também participou de duas corridas do Campeonato Espanhol de F4 com a equipe MP Motorsport, conquistando cinco pódios em seis corridas. 

### Fórmula Renault
Em 2017, Opmeer continuou sua colaboração com a MP Motorsport e se juntou a disputa da Eurocopa de Fórmula Renault. Ele pontuou sete vezes, incluindo um quinto lugar na penúltima corrida da temporada no circuito de Barcelona-Catalunha. Enquanto na classificação, ele terminou em décimo quinto, atrás de seus companheiros de equipe Richard Verschoor e Neil Verhagen.

### Fórmula 1
Em fevereiro de 2017, Opmeer foi confirmado como parte da Renault Sport Academy, o programa de jovens pilotos da equipe Renault de Fórmula 1. Porém, ele deixou o programa no mesmo ano.